# Jane Bartkowicz
Jane Bartkowicz (16 april 1949) is een voormalig tennisspeelster uit de Verenigde Staten van Amerika.
In 1968 nam Bartkowicz voor de Verenigde Staten deel aan de Olympische zomerspelen in Mexico-Stad.
In 1969 en 1970 speelde Bartkowicz zeven gewonnen partijen voor de Verenigde Staten op de Fed Cup.